# Улица Фурманова (Ижевск)
У́лица Фу́рманова — улица в Ленинском районе города Ижевска. Проходит от Локомотивной улицы до Новгородской улицы. Нумерация домов ведётся от Локомотивной улицы.
Улица образована в 1953 году. Названа в честь писателя Дмитрия Андреевича Фурманова — одного из зачинателей советской литературы.

## Расположение и маршрут
Улица Фурманова находится на юге Ижевска, на территории жилых районов «Привокзальный» и «Юго-Западный» Ленинского административного района города.
Берёт начало в Привокзальном жилом районе на Локомотивной улице и проходит от неё в западном направлении. Пересекает улицы Красина, Василия Зайцева и Азина. После улицы Азина проходит в Юго-Западном жилом районе, где пересекает Севастопольскую улицу. Заканчивается на перекрёстке с Новгородской улицей у садоводческого массива «Пирогово».
С южной (нечётной) стороны примыкают 7 Деловых улиц и 4 Трубецких улицы.
С северной (чётной) стороны примыкают Братская улица и Калининградская улица.
Улица имеет частную жилую застройку. Дома улицы Фурманова обслуживают городские отделения связи № 23 и 41.

## Общественный транспорт
- к началу улицы — автобус № 22, 25, 36 (ост. Ул. Динамовская)
- к середине улицы — маршрутное такси № 71 (ост. Ул. Зайцева)
- к концу улицы — автобус № 11, 151, 319, 327, 357, маршрутное такси № 71, 341 (ост. Ул. Фурманова)

Улица является конечной остановкой автобуса № 11.